# Budimlja
Budimlja är ett samhälle i Montenegro. Det ligger i den östra delen av landet, 70 km nordost om huvudstaden Podgorica. Budimlja ligger 680 meter över havet och antalet invånare är 1 694.
Terrängen runt Budimlja är huvudsakligen kuperad. Budimlja ligger nere i en dal. Runt Budimlja är det ganska glesbefolkat, med 48 invånare per kvadratkilometer. Närmaste större samhälle är Berane, 2,8 km sydväst om Budimlja. Omgivningarna runt Budimlja är en mosaik av jordbruksmark och naturlig växtlighet.